# Circonscription de Hagere Mariam
La circonscription de Hagere Mariam est une des 177 circonscriptions législatives de l'État fédéré Oromia, elle se situe dans la Zone Borena. Son représentant actuel est Abera Buno Adula.